# Преподавай за Америка
„Преподавай за Америка“ (на английски: Teach for America) е американска организация с нестопанска цел в образованието.
Посредничи на училищата в страната да намират преподаватели измежду зрелостниците (често) на елитните универститети. Училищата са обикновено в селски райони или в райони с бедно население.
Организацията е образувана през 1988 г. от Уенди Круп, тогава студент в Принстънския университет, с цел да се преодолеят разликите в американското образование.
Българската версия на организацията е „Заедно в час“ (Teach for Bulgaria).